# Alice in Borderland (Fernsehserie)
Alice in Borderland (Originaltitel: 今際の国のアリス) ist eine japanische Fernsehserie, basierend auf der gleichnamigen Mangareihe von Haro Asō. Am 10. Dezember 2020 wurde die Serie weltweit auf Netflix veröffentlicht. Die zweite Staffel der Serie wurde am 22. Dezember 2022 zu Netflix hinzugefügt.

## Handlung

### Staffel 1
Der junge Gamer Arisu, der planlos und arbeitslos seinen Weg beschreitet, findet sich eines Tages in einer fremdartigen und menschenleeren Version von Tokio wieder, in der er sich gemeinsam mit seinen Freunden Karube und Chōta in gefährlichen Spielen messen muss, um zu überleben. Die Spiele sind nach den vier Farben eines Kartenspiels kategorisiert und deren Wert einem Schwierigkeitsgrad angepasst. Während seiner Reise trifft Arisu auf Usagi, eine junge Frau, die sich bislang alleine durch die tödlichen Spiele in dieser mysteriösen Welt navigiert hat. Gemeinsam machen sie sich auf, um nach und nach die Geheimnisse hinter dem Borderland zu lüften, und riskieren dabei nicht nur ständig ihr Leben, sondern stellen sich mit der Zeit auch die Frage, was es eigentlich bedeutet, zu leben.
Nachdem Arisu und seine Freunde einige Spiele bewältigt und die ersten Karten des Spiels gesammelt haben, treffen sie auf einen Ort, der sich „The Beach“ nennt. Es handelt sich dabei um ein großes Strandhotel, in dem sich einige andere Spieler zusammengeschlossen haben, um alle Karten zu sammeln. Angeführt werden sie vom „Hutmacher“ Danma. Arisu und Usagi erfahren dort, dass die letzte fehlende Karte die „Herz 10“ ist.
Die Situation spitzt sich zu, als das Spiel um diese Karte am Strandhaus beginnt. Ein totes Mädchen mit einem Messer in der Brust wird vorgefunden, ermordet von „der Hexe“. Als erklärt wird, dass die Hexe gefunden und verbrannt werden muss, um das Spiel zu gewinnen, beginnen die Nachfolger des verstorbenen Hutmachers, willkürlich andere Spieler auf den Scheiterhaufen zu werfen und zu verbrennen. Arisu erkennt schließlich, dass das tote Mädchen Suizid begangen hat und selbst die Hexe ist. So gelingt es Arisu, Usagi, Chishiya und Kuina, die letzte Karte aufzusammeln.
Zu Viert machen sie sich zu einem Ort auf, welchen sie in einer Videoaufnahme gesehen haben. Dem Video entnehmen sie, dass es sich um die Zentrale handeln muss, von der aus die Spiele gesteuert und beobachtet werden. Als sie dort ankommen, findet die Gruppe nur tote Personen vor und eine Videosequenz beginnt, in der sich Mira, welche auch in „The Beach“ gewesen ist, als die Spielleiterin zu erkennen gibt. Sie verkündet, dass es nun mit den Bildkarten in neuen Spielen weitergehe.

### Staffel 2
Arisu und seine Freunde begeben sich zur Shibuya-Kreuzung und sehen dort zwölf große Luftschiffe über Tokio fliegen, an denen je eine der Bildkarten hängt. Als andere Spieler eintreffen und auf den Beginn des nächsten Spiels warten, fallen plötzlich Schüsse. Die Situation zerfällt in Chaos und Chishiya verliert die Gruppe. Es stellt sich heraus, dass der Pik-König selbst ein Bewohner des Borderlands ist und Jagd auf die Spieler macht. Arisu nimmt an, dass der Pik-König keinem anderen Spielleiter in die Quere kommen möchte, und so suchen er und sein Team das Spiel des Kreuz-Königs auf, um den Schüssen zu entkommen. Dort treffen sie auf Niragi und besiegen gemeinsam das Team des Kreuz-Königs. Währenddessen befragt Arisu ihn, was es mit dieser Welt auf sich hat und versucht wiederholt, Antworten auf seine Fragen zu erhalten. Parallel dazu beschreitet Chishiya, der dem Pik-König ebenfalls entkommen ist, andere Spiele und gewinnt diese im Alleingang. Ist ein Spiel absolviert und der Spielleiter besiegt, so explodiert das dazugehörige Luftschiff und stürzt ab.
Nach einem weiteren Angriff des Pik-Königs verliert nun auch Kuina die Gruppe, trifft dafür auf An, und gemeinsam bestreiten die beiden weitere Spiele. Unterdessen treten Arisu und Usagi das Spiel der Pik-Dame an und erhoffen sich auch von ihr Antworten über die Welt, in der sie gefangen sind. Als sie dieses Spiel gewonnen haben, baden die beiden in einer heißen Quelle und kommen sich näher. Inzwischen schweben nur noch die Luftschiffe des Pik-Königs und der Herz-Dame über Tokio. Nachdem Chishiya und Niragi durch einen Zwischenfall schwerverletzt zu sterben drohen, schließen sich alle verbliebenen Spieler (Arisu, Usagi, Kuina, An und Aguni) zusammen und schmieden einen Plan, um den übermächtigen Pik-König zu besiegen. Es beginnt ein brutaler Kampf und bis auf Arisu werden alle Spieler beinahe tödlich verletzt und sind kampfunfähig.
Arisu schleppt sich mit der verwundeten Usagi auf das Dach eines Wolkenkratzers, um das letzte Spiel abzuschließen. Sie hoffen, damit dieser Welt zu entkommen. Es stellt sich heraus, dass die Herz-Dame Mira ist. Sie erklärt, dass es lediglich notwendig sei, drei Runden Krocket zu absolvieren, um das Spiel zu gewinnen. Nach zwei Runden lädt Mira zu einer Teepause ein und fordert Arisu auf, sich zu erinnern, wie er in diese Welt gelangt sei. Mira erklärt, dass er durch einen Schock sein Gedächtnis verloren habe. Arisu, Mira und Usagi finden sich daraufhin in einem Behandlungsraum wieder und scheinen das Borderland verlassen zu haben. Laut Mira sind Arisu und Usagi in Therapie, weil sie wichtige Menschen verloren hätten, und sie ihre Therapeutin. In einer Rückblende erinnert sich Arisu an die Situation zu Beginn der Handlung: Arisu, Karube und Segawa versuchen, die Shibuya-Kreuzung zu überqueren. Karube und Segawa werden dabei tödlich von einem Auto erfasst, weil sie von einem Feuerwerk abgelenkt sind. Mira will Arisu überzeugen, dass er sich die Spiele nur vorstelle. Usagi dagegen kann ihn überzeugen, dass Mira ihn täuscht. Arisu beendet erfolgreich die Partie Krocket. Die geschlagene Mira verspricht, dass Arisu bald die Wahrheit erfahre und eine Entscheidung fällen müsse; anschließend stirbt auch sie.
Das letzte Luftschiff explodiert und ein Feuerwerk erscheint. Die überlebenden Spieler werden gefragt, ob sie im Borderland bleiben oder zurück nach Hause wollen. Arisu und Usagi entscheiden sich wie die meisten anderen Spieler dafür, nach Hause zu gehen. Die Geschichte springt erneut zurück zum Handlungsbeginn, als die drei Freunde die Kreuzung überqueren wollen. Nun sieht man, dass sich viele Spieler ebenfalls an der Kreuzung aufgehalten haben. Diesmal wird niemand von einem Auto erfasst. Stattdessen schlägt ein Meteorit in Tokio ein. Dabei sterben rund 500 Personen und viele weitere werden schwer verletzt. Mitten in Tokio tut sich ein Krater auf. Arisu wird geborgen und wiederbelebt, nachdem sein Herz bereits eine Minute lang zu schlagen aufgehört hat. Sein Bruder erklärt Arisu, er leide am Überlebensschuld-Syndrom. Im Krankenhaus finden sich die überlebenden Spieler wieder, sie alle hatten beim Einschlag einen Herzstillstand erlitten. Die Staffel endet mit einer Kameraeinstellung im Krankenhaus-Garten: Auf einem Tisch wird ein ausgebreitetes Kartenset weggeweht, lediglich eine Joker-Karte bleibt liegen.

## Spiele
Alle Spiele sind einer Kategorie zugeordnet, welche durch die Farben von Spielkarten dargestellt werden.
- Karo-Karten (♦) signalisieren Spiele, für die Intelligenz, Strategie und der geistige Verstand erforderlich sind.
- Pik-Karten (♠) bestimmen Spiele, bei denen körperliche Ausdauer, Geschwindigkeit und Kraft gefragt sind.
- Herz-Karten (♥) finden sich bei Spielen mit Aspekten von Psychologie, Vertrauen und Verrat.
- Kreuz-Karten (♣) kombinieren alle drei Konzepte in einem Spiel und erfordern Teamwork.

Die Schwierigkeitsstufe jedes Spiels ist durch die Zahl bzw. das Bild der Karte definiert. Spiele der Stufe „Ass“ sind einfacher, während Spiele mit der Stufe „König“ am schwierigsten sind. Dennoch können alle Spiele tödlich für die Teilnehmer enden.

### Staffel 1
| Karte | Name                           | Beschreibung | Episoden | Gewinner                                                                   |
| ----- | ------------------------------ | --- | -------- | -------------------------------------------------------------------------- |
| 2♣    | Sammelwettbewerb               | Unbekannt | 5        | Unbekannt                                                                  |
| 2♠    | Menschenaufzug                 | Die Spieler hängen an einem Träger, der sich an einem Gebäude entlang nach oben bewegt. Sie müssen sich mit eigener Kraft festhalten. Wer loslässt, stürzt in die Tiefe und ist ausgeschieden.                                                                                        | 5        | Unbekannt                                                                  |
| 3♣    | Leben oder sterben             | Die Spieler müssen aus einem Labyrinth quadratischer Räume entkommen. Die Räume sind durch Türen miteinander verbunden; öffnen die Spieler die falsche Tür, sterben sie. Jeder Raum wird nach 2 Minuten zur Todesfalle.                                                               | 1        | Ryōhei Arisu Daikichi Karube Chōta Segawa Saori Shibuki                    |
| 4♣    | Distanz                        | In einem Tunnel muss mindestens einer der Mitspieler ein bestimmtes Ziel innerhalb von zwei Stunden zu erreichen. Begonnen wird in einem Bus, der auch das Ziel ist, da auf ihm das Wort „GOAL“ mit Graffiti gesprüht ist.                                                            | 4        | Ryōhei Arisu Yuzuha Usagi                                                  |
| 4♦    | Glühbirne                      | Bei diesem Spiel gilt es, das klassische „Glühbirne mit drei Schaltern“-Rätsel zu lösen, während sich die Spieler in einem Raum befinden, der langsam geflutet wird. Der Wasserzulauf stoppt, sobald das Rätsel gelöst ist.                                                           | 5        | Ryōhei Arisu Rizuna An Hikari Kuina Kōdai Tatta                            |
| 5♠    | Jäger und Gejagter             | Die Spielteilnehmer müssen in einem Gebäudekomplex den Jägern entkommen, die auf sie schießen. In einem Raum des Gebäudekomplexes befinden sich zwei Knöpfe, die innerhalb von 20 Minuten zeitgleich gedrückt werden müssen, da sonst der Gebäudekomplex durch eine Bombe explodiert. | 2        | Ryōhei Arisu Yuzuha Usagi Daikichi Karube Aguni Morizono Shuntarō Chishiya |
| 6♠    | Bestienjagd                    | Die Spieler müssen auf einem Jahrmarkt wilde Tiere wie z. B. Tiger jagen und erlegen, um Punkte zu sammeln. | 5        | Morizono Aguni Suguru Niragi Takatora Samura                               |
| 7♥    | Verstecken                     | Einer der Spieler ist der Wolf und die anderen sind Lämmer. Sobald der Wolf Sichtkontakt zu einem Lamm hat, übernimmt der gesichtete Spieler die Rolle des Wolfs. Nach 15 Minuten sterben alle Lämmer durch ein Explosionshalsband.                                                   | 3        | Ryōhei Arisu                                                               |
| 10♣   | Bingo in der Streichholzfabrik | Bei diesem Spiel befindet man sich in einer dunklen Streichholzfabrik und muss nur durch das Licht von Streichholzfeuer Zahlen an den Wänden der Räume finden um so eine Bingo-Karte auszufüllen.                                                                                     | 5        | Yuzuha Usagi                                                               |
| 10♥   | Hexenjagd                      | Unter allen Mitspielern hat eine Person die Rolle der Hexe. Diese muss innerhalb von zwei Stunden gefunden und auf den Scheiterhaufen geworfen werden, um das Spiel zu gewinnen. | 6–8      | Ryōhei Arisu                                                               |

### Staffel 2
| Karte | Name                 | Beschreibung | Episoden | Gewinner                                                         |
| ----- | -------------------- | --- | -------- | ---------------------------------------------------------------- |
| 7♠    | Der kochende Tod     | Es gilt dem Spielfeld eines Stadions zu entkommen, welches Stück für Stück gesprengt wird. | 5        | Akane Heiya                                                      |
| J♣    | Unbekannt            | Die Spielteilnehmer müssen in einer großen Halle an einem Seil nach oben klettern und dort ausharren. Durch Schwingbewegungen ist es möglich, andere Spieler anzugreifen. Wer in die Tiefe stürzt, ist ausgeschieden. | 7        | Unbekannt                                                        |
| J♦    | Unbekannt            | Vier Gegner spielen eine Partie Mah-Jongg gegeneinander und tragen ein Halsband, das explodiert, wenn man ausgeschieden ist. | 7        | Unbekannt                                                        |
| J♠    | Unbekannt            | Es gilt, ein Deathmatch durch Nahkampf gegen andere Spieler zu gewinnen. | 5        | Hikari Kuina                                                     |
| J♥    | Einzelhaft           | 20 Teilnehmer tragen ein Halsband mit einem Symbol (Pik, Karo, Kreuz, Herz) auf der Rückseite, welches sie selbst nicht sehen können und das sich jede Stunde ändert. In den letzten 5 Minuten müssen alle Spieler eine Gefängniszelle betreten und das Symbol nennen, das sie auf der Rückseite ihres Halsbandes vermuten. Die Information über das Symbol dürfen sie nur von ihren Gegenspielern erlangen. Wenn der Spieler schweigt oder das falsche Symbol nennt, explodiert das Halsband. Unter den Spielern befindet sich auch der Herz-Bube. Wenn der Herz-Bube stirbt, überleben die übrigen Spieler und das Spiel ist beendet.                             | 3–4      | Shuntarō Chishiya Oki Yaba Sunato Banda                          |
| Q♣    | Völkerball           | Die Spieler befinden sich auf schmalen Balken und müssen sich mit Bällen gegenseitig abwerfen. | 7        | Hikari Kuina An Rizuna                                           |
| Q♦    | Unbekannt            | Unbekannt | -        | Unbekannt                                                        |
| Q♠    | Schachmatt           | 16 Spieler werden zunächst von vier Gegnern gejagt. Durch das Drücken eines Knopfes auf dem Rücken wechseln die Spieler in das gegnerische Team, wobei je eine Person aus dem Team nicht wechseln kann (der König und die Königin). Alle fünf Minuten wechseln Jäger und Gejagte. Das Team, das nach 16 Runden mehr Spieler hat, gewinnt. Das andere Team stirbt. | 5–6      | Ryōhei Arisu Yuzuha Usagi                                        |
| Q♥    | Krocket              | Das Spiel gilt als gewonnen, wenn man drei Runden Krocket absolviert hat. Dabei ist es nicht relevant, ob man die Runden gewinnt oder verliert. | 8        | Ryōhei Arisu Yuzuha Usagi                                        |
| K♣    | Osmose               | Zwei Teams aus je fünf Spielern erhalten 10.000 Punkte, welche sie beliebig untereinander aufteilen müssen. Berührt ein Spieler einen Gegner, erhält der punktestärkere Spieler 500 Punkte vom Gegner. Danach müssen beide Spieler zurück zu ihrer Basis und diese berühren, um weiterspielen zu können. Spieler können ihre Punkte durch Berührung kombinieren. Solange man seine Basis berührt, hat man temporär unendlich Punkte. Berührt man die Basis eines Gegners, erhält man 10.000 Punkte. Zusätzlich gibt es auf dem Spielfeld sechs versteckte Stationen, die einige tausend Punkte liefern. Das Team, das nach zwei Stunden weniger Punkte hat, stirbt. | 1–3      | Ryōhei Arisu Kōdai Tatta Yuzuha Usagi Hikari Kuina Suguru Niragi |
| K♦    | Schönheitswettbewerb | Fünf Teilnehmer müssen eine Zahl von 0 bis 100 wählen. Gewinner ist, wer am nächsten den Durchschnittswert multipliziert mit 0,8 als seine Zahl gewählt hat. Alle anderen Spieler erhalten einen Minuspunkt. Wer zehn Minuspunkte hat, wird von Schwefelsäure übergossen. Die Regeln werden im Laufe des Spiels erweitert. | 6        | Shuntarō Chishiya                                                |
| K♠    | Überleben            | Dieses Spiel findet permanent überall in Tokio statt, wo sich keine anderen Spiele befinden. Der Pik-König ist schwer bewaffnet und trägt selbst kugelsichere Schutzkleidung. Er ist ständig auf der Jagd nach Spielern und erschießt sie. Munition erhält er aus seinem Luftschiff. | 1, 5, 7  | Ryōhei Arisu Morizono Aguni                                      |
| K♥    | Unbekannt            | Die Spielteilnehmer befinden sich in einem Labyrinth aus engen Gängen mit Betonwänden und müssen entkommen, während sie von einem Ungeheuer gejagt werden. | 7        | Unbekannt                                                        |

## Besetzung und Synchronisation
Die deutschsprachige Synchronisation entstand nach den Dialogbüchern von Robert Kotulla, Christos Topulos, Natalie Stypa, Kristin Riegelsberger und Johanna Olbrich sowie unter der Dialogregie von Robert Kotulla und Manuela Eifrig durch die Synchronfirma CSC-Studio in Hamburg.
| Rolle                           | Schauspieler       | Synchronsprecher        |
| ------------------------------- | ------------------ | ----------------------- |
| Ryōhei Arisu                    | Kento Yamazaki     | Flemming Stein          |
| Yuzuha Usagi                    | Tao Tsuchiya       | Leonie Landa            |
| Chōta Segawa                    | Yūki Morinaga      | Robert Knorr            |
| Daikichi Karube                 | Keita Machida      | Patrick Stamme          |
| Shuntarō Chishiya               | Nijirō Murakami    | Jonas Minthe            |
| Morizono Aguni                  | Shō Aoyagi         | Achim Buch              |
| Rizuna An                       | Ayaka Miyoshi      | Stephanie Damare        |
| Suguru Niragi                   | Dōri Sakurada      | Tim Kreuer              |
| Hikari Kuina                    | Aya Asahina        | Franciska Friede        |
| Takatora Samura / The Last Boss | Shuntarō Yanagi    | Patrick Bach            |
| Saori Shibuki                   | Ayame Misaki       | Julia Fölster           |
| Takeru Danma / Hatter           | Nobuaki Kaneko     | Robert Kotulla          |
| Kano Mira                       | Riisa Naka         | Simona Pahl             |
| Hajime Arisu                    | Kyōtarō Tamura     | Toni Michael Sattler    |
| Kōdai Tatta                     | Yūtarō Watanabe    | Brian Sommer            |
| Ginji Kyūma                     | Tomohisa Yamashita | Daniel Schütter         |
| Enji Matsushita                 | Kai Inowaki        | David Berton            |
| Sunato Banda                    | Hayato Isomura     | Markus Hanse            |
| Ōki Yaba                        | Katsuya Maiguma    | Christian Stark         |
| Motohiko Kaneko                 | Yūenchi Kojima     | Martin Sabel            |
| Urumi Aramaki                   | Aina Yamada        | Julia Fölster           |
| Kaito Kameyama                  | Takumi Matsuzawa   | Christos Topulos        |
| Akane Heiya                     | Yuri Tsunematsu    | Leoni Kristin Oeffinger |
| Risa                            | Chihiro Yamamoto   | Kristina von Weltzien   |
| Keiichi Kuzuryū                 | Tsuyoshi Abe       | Frank Logemann          |
| Hinako Daimon                   | Aimi Satsukawa     | Jennifer Böttcher       |
| Takashi Asuma                   | Wakato Kanematsu   | Alexander Merbeth       |
| Benzō Yashige                   | Jun Hashimoto      | Christos Topulos        |

## Episodenliste

### Staffel 1
| Nr. (ges.)                                                                             | Nr. (St.) | Deutscher Titel | Originaltitel | Regie         | Drehbuch                                         |
| -------------------------------------------------------------------------------------- | --------- | --------------- | ------------- | ------------- | ------------------------------------------------ |
| 1                                                                                      | 1         | Folge 1         | Episode 1     | Shinsuke Satō | Shinsuke Satō, Yoshiki Watabe & Yasuko Kuramitsu |
| 2                                                                                      | 2         | Folge 2         | Episode 2     | Shinsuke Satō | Shinsuke Satō, Yoshiki Watabe & Yasuko Kuramitsu |
| 3                                                                                      | 3         | Folge 3         | Episode 3     | Shinsuke Satō | Shinsuke Satō, Yoshiki Watabe & Yasuko Kuramitsu |
| 4                                                                                      | 4         | Folge 4         | Episode 4     | Shinsuke Satō | Shinsuke Satō, Yoshiki Watabe & Yasuko Kuramitsu |
| 5                                                                                      | 5         | Folge 5         | Episode 5     | Shinsuke Satō | Shinsuke Satō, Yoshiki Watabe & Yasuko Kuramitsu |
| 6                                                                                      | 6         | Folge 6         | Episode 6     | Shinsuke Satō | Shinsuke Satō, Yoshiki Watabe & Yasuko Kuramitsu |
| 7                                                                                      | 7         | Folge 7         | Episode 7     | Shinsuke Satō | Shinsuke Satō, Yoshiki Watabe & Yasuko Kuramitsu |
| 8                                                                                      | 8         | Folge 8         | Episode 8     | Shinsuke Satō | Shinsuke Satō, Yoshiki Watabe & Yasuko Kuramitsu |
| Am 10. Dezember 2020 wurden alle Folgen der ersten Staffel bei Netflix veröffentlicht. |           |                 |               |               |                                                  |

### Staffel 2
| Nr. (ges.)                                                                              | Nr. (St.) | Deutscher Titel | Originaltitel | Regie         | Drehbuch                                         |
| --------------------------------------------------------------------------------------- | --------- | --------------- | ------------- | ------------- | ------------------------------------------------ |
| 9                                                                                       | 1         | Folge 1         | Episode 1     | Shinsuke Satō | Shinsuke Satō, Yoshiki Watabe & Yasuko Kuramitsu |
| 10                                                                                      | 2         | Folge 2         | Episode 2     | Shinsuke Satō | Shinsuke Satō, Yoshiki Watabe & Yasuko Kuramitsu |
| 11                                                                                      | 3         | Folge 3         | Episode 3     | Shinsuke Satō | Shinsuke Satō, Yoshiki Watabe & Yasuko Kuramitsu |
| 12                                                                                      | 4         | Folge 4         | Episode 4     | Shinsuke Satō | Shinsuke Satō, Yoshiki Watabe & Yasuko Kuramitsu |
| 13                                                                                      | 5         | Folge 5         | Episode 5     | Shinsuke Satō | Shinsuke Satō, Yoshiki Watabe & Yasuko Kuramitsu |
| 14                                                                                      | 6         | Folge 6         | Episode 6     | Shinsuke Satō | Shinsuke Satō, Yoshiki Watabe & Yasuko Kuramitsu |
| 15                                                                                      | 7         | Folge 7         | Episode 7     | Shinsuke Satō | Shinsuke Satō, Yoshiki Watabe & Yasuko Kuramitsu |
| 16                                                                                      | 8         | Folge 8         | Episode 8     | Shinsuke Satō | Shinsuke Satō, Yoshiki Watabe & Yasuko Kuramitsu |
| Am 22. Dezember 2022 wurden alle Folgen der zweiten Staffel bei Netflix veröffentlicht. |           |                 |               |               |                                                  |

## Trivia
- ‚Arisu‘ (アリス)  ist im Japanischen die Transkription von ‚Alice‘.